# مبنى مجلس شيكاغو للتجارة
مجلس شيكاغو للتجارة هو ناطحة سحاب عظيمة تقع في مدينة شيكاغو، ولاية الينوي في الولايات المتحدة.
ينتصب هذا المبنى في 141 جاسكون بوليفارد في أسفل منحدر لاسال ستريت في منطقة الأعمال المركزية. بُنيت هذه الناطحة الشاهقة في عام 1930م. عينت لأول مرة كمعلم لاندمارك شيكاغو ‏ (معلم تاريخي وسياحي في شيكاغو) في 4 مايو عام 1977م. وفي يوم 2 يونيو 1978م، تم إدراج اسم هذا المبنى في قائمة المعالم التاريخية الوطنية. كما أُضيف إلى السجل الوطني للأماكن التاريخية في 16 يونيو عام 1978م. في الأصل، بُنِيت هذه المؤسسة من أجل مجلس شيكاغو للتجارة ‏. وهو الآن مكان التداول الرئيسي لبورصة العقود الآجلة، تشكلت مجموعة بورصة شيكاغو التجارية المحدودة عام 2007 بدمج بورصة شيكاغو التجارية ومجلس شيكاغو للتجارة. ففي عام 2012م، قامت المجموعة ببيع مبنى مجلس شيكاغو إلى شركات استثمار العقارات، بما في ذلك جلين ستار للعقارات ذ.م.م وشركة USAA العقارية.
يقع أعلى مبان شيكاغو ارتفاعًا في 141 دابليو جاكسون، وهو مبنى صممه «وليم بوينجتون» قبل قيامه بتصميم شركة «هولبرد وروت» حيث حمل نفس اللقب لأكثر من 35 عامًا حتى تفوق عليه مبنى «ريتشارد ديلى سنتر» عام 1965م. ويشتهر المبنى الحالي بطراز آرت ديكو، والمنحوتات، ونقش الأحجار على نطاق واسع، بالإضافة إلى قاعات التداول التجاري. ويغطي تمثال «سيريس» المبنى، وهو إله الزراعة عند الإغريق وبالأخص زراعة القمح، وهذا التمثال منحوت في ثلاثة طوابق من المبنى على نمط فن الديكور. وُيعد هذا المبنى مَعلمًا رائعًا ومشهورًا كما يُعد معلمًا لجذب السائحين، بالإضافة إلى كونه موقعًا لعرض الصور المتحركة. وعلاوة على ذلك، فقد فاز مالكو هذا المبنى ومديروه بعدة جوائز وهذا يرجع إلى جهودهم الجبارة في الحفاظ على المبنى وإدارة مؤسسته العظيمة.

## التاريخ القديم

### المواقع القديمة
في اليوم الثالث من شهر إبريل عام 1848م، بدأ المجلس أعماله في رقم 101 في شارع ثاوس ووتر ستريت. وعندما اشترك 122 عضو في العمل عام 1856م، نُقل المبنى إلى تقاطع شارعي ثاوس ووتر ولاسال ستريت. وبعد انتقال مقر المجلس مرة أخرى إلى غرب ثاوس ووتر، أُسس المقر الدائم للمبنى مع مقر الغرفة التجارية على ناصية شارع لاسال وواشنطن ستريت عام 1865م. وفي عام 1871م، دمر حريق شيكاغو المفزع هذا المبنى. ثم أُعيد افتتاح المجلس مرة أخرى لفترة مؤقتة بعد أسبوعين من نشوب الحريق، حيث فُتِح داخل مبنى مشَيد من الخشب يبلغ ارتفاعه 90 قدمًا (20 مترًا) كما يشتهر بالوغم، وهذا المبنى يقع عند تقاطع شارعي واشنطن مع ماركت ستريت، وحدث ذلك قبل استعادة المجلس موقعه في المبنى الجديد الذي شُيِد في نفس مكان الغرفة التجارية بعد سنة واحدة.

### المقر الدائم

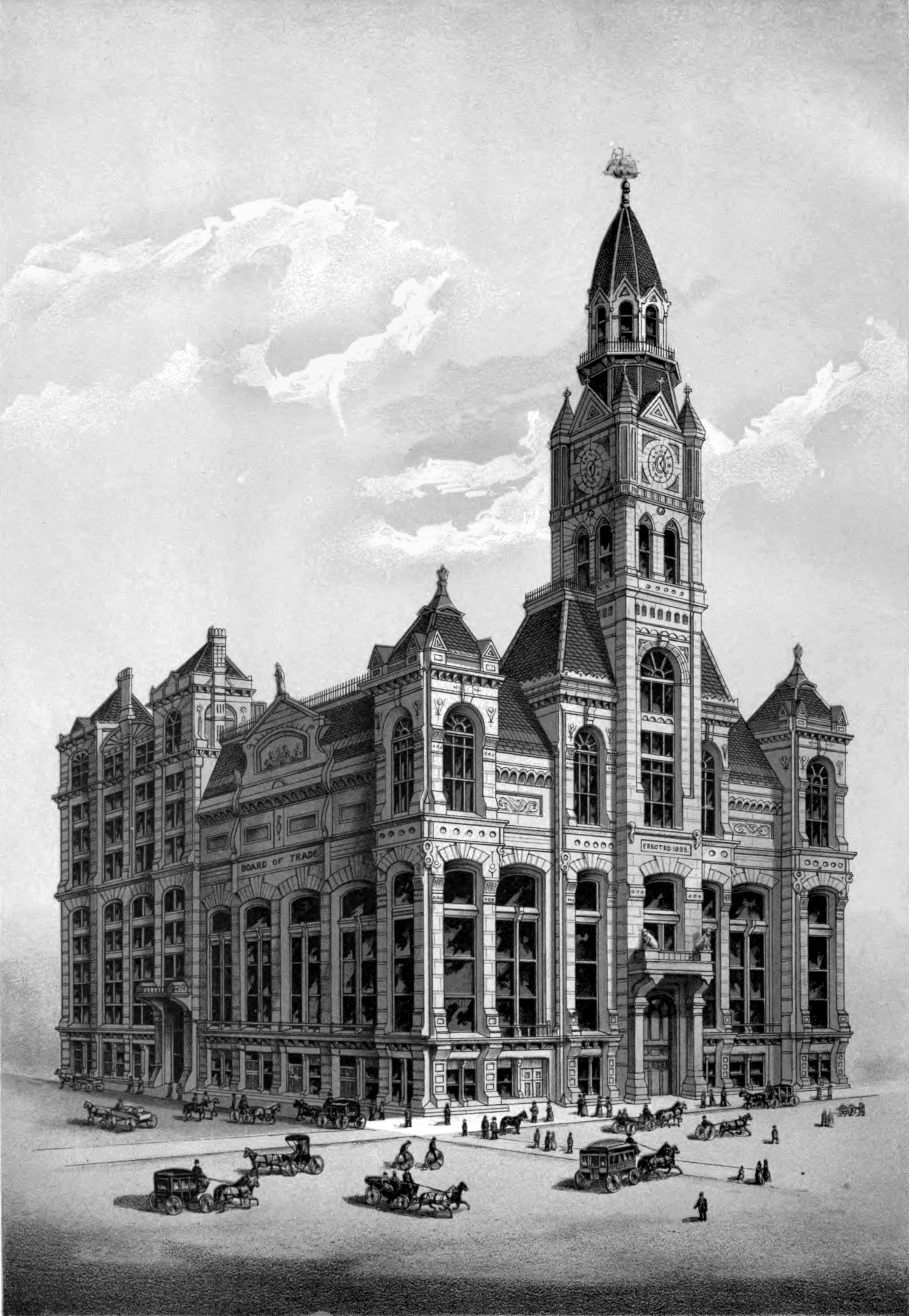
"في مساء اليوم الأول من ديسمبر عام 1885، أُضيء برج المجلس الجديد بمصباح من أقوى المصابيح الكهربائية حتى أمكن رؤية المبنى على بعد 60 ميلًا. وكانت هذه الأنوار تُدار بالكهرباء المولدة من مولد المبنى نفسه.

وفي عام 1882م، بدأ تشييد مبنى مجلس شيكاغو للتجارة في مقره الجديد الذي افتُتح في موقعه الحالي يوم 1 مايو 1885م. وهذا المبنى صُمم على يد المهندس وليم بوينجتون المشهور هذه الأيام بإنجازه الرائع في بناء برج مياه شيكاغو الذي يقع على واجهة شارع جاكسون ستريت والذي يرتفع 188 قدم (55مترًا)، كما بُني من هياكل الحديد الصلب والجرانيت الذي استُخرج من محجر جزيرة فوكس بالقرب من مدينة فينالهافن بولاية ماني. وبُني أيضًا الجزء الخلفي للمبنى من الطوب المصقول، وهذا المبنى يحتوي على عشر طوابق فيظهر على شكل برج شاهق يبلغ ارتفاعه 320 قدم (98 مترًا)، كما يحتوي على ساعة كبيرة وجرس لا يقل وزنه عن 2000 كيلوجرام ولا يقل ثمنه عن 4500 جنيه. بالإضافة إلى وجود طاحونة هواء مصنوعة من النحاس على قمته، وهذه الطاحونة على شكل سفينة يبلغ عرضها 9 أقدام (27 مترًا). وكان تشطيب الأجزاء الداخلية من الماهوغنى والفورسكود. لذلك بلغت تكلفة تشييد المبنى 1,8 مليون دولار إلى جانب 47 مليون دولار في عام 2013م. وكان هذا المبنى أول مبنى تجاريًا في شيكاغو يُدار بالمصابيح الكهربائية، إلى جانب احتوائه على أربعة مصاعد وقاعة رئيسة مُشيدة على نطاق واسع يبلغ ابعادها 152 قدم (46 مترًا)× 161 قدم (49 مترًا) و80 قدمًا (24 مترًا) مع الديكورات الفخمة من الزجاج الملون الذي ينعكس عليه ضوء السماء، بالإضافة إلى درابزين منقوش بالأحجار المُزَخرِفة. كما تخطى ارتفاعه 300 قدم (91 مترًا) فكان أطول مبنى في شيكاغو في هذا الوقت. وعُقدت الاحتفالات والمراسم بهذا المبنى في اليوم التاسع والعشرين من إبريل عام 1885م، كما وُصفت هذه الاحتفالات بأنها متألقة وجليلة حيث حضرها أكثر من أربع مائة ألف شخص من أصحاب المقامات الرفيعة والمكانات المرموقة على مستوى العالم.
ويجذب هذا المبنى السائحين والزائرين، بالإضافة إلى المتظاهرين. فكانت مسيرة المأدبة الافتتاحية للمبنى تشمل صفوف عريضة من نشطاء العمل بشيكاغو الذين حملوا لافتة تحت اسم الرابطة الدولية للأيدي العاملة، وقاد هذه المسيرة الرائد الأمريكي الاشتراكي ألبرت بارسنز، ومُنظِمة العمل الأمريكية لوس بارسنز، وليزى هولمز. واستنكر العديد من الجماهير هذه المبالغ الهائلة التي أُنفقت على تشييد هذا المبنى في ذروة الركود الاقتصادى حيث وصلت هذه المبالغ إلى مائتي مليون دولار. وكان هدف تتويج هذا المبنى لنظام الملكية الخاصة مكروهًا للغاية؛ فهتف آلاف المتظاهرين في هذا الموكب. وقامت قوات الشرطة بحظر وصولهم إلى مبنى المجلس؛ فبدءت أوًلا بالحظر في شارع جاكسون ستريت ثم شارع لاسال ستريت حتى وصل الحظر نهائيًا في منتصف المبنى الذي خيمت عليه أضواء المصابيح الكهربائية التي وُضعت بمناسبة الافتتاح.
|               |  |               |
| تمثال الصناعة |  | تمثال الزراعة |

افتُتحت المعارض للجمهور لأول مرة عند إقامة المعرض الكولومبي العالمي عام 1893م.
وفي عام 1895م، هُدم برج الساعة وسُجلت ناطحة المعبد الماسوني على أنها أطول مبنى بشيكاغو بدًلا منه حيث بلغ ارتفاعه 320 قدم (92 مترًا)، وبُني هذا المعبد على سدود مائية تحاط بالطمي من كل اتجاه. وأُثبت أن بيت التجارة قد بني على أساس متزعزع عندما بدأ تشييده عبر الشارع الذي يطل عليه البنك الاحتياطي الفيدرالي بشيكاغو. وفي عام 1929م، تلي برج الساعة مبنى عام 1885م حيث هُدم وتحطم، ونُقل المجلس مؤقتًا إلى شارعي فان بيورين ستريت وكلارك ستريت في نفس الوقت الذي كان يُشيد فيه مبنى جديد في شارع جاكسون ولاسالس ستريت. ومن بين التماثيل المعمارية للزراعة والصناعة التي نُحتَت عام 1885م على أشكال الحيوانات والتي بلغ ارتفاعها 35 قدم (11 مترا)، تم إزالة تمثالين مكونين من أربع قطع حيث نُقلا من المبنى الأصلي للمجلس إلى مكان قريب من ساحة المشاة.

## مبنى 1930

### الفن المعماري

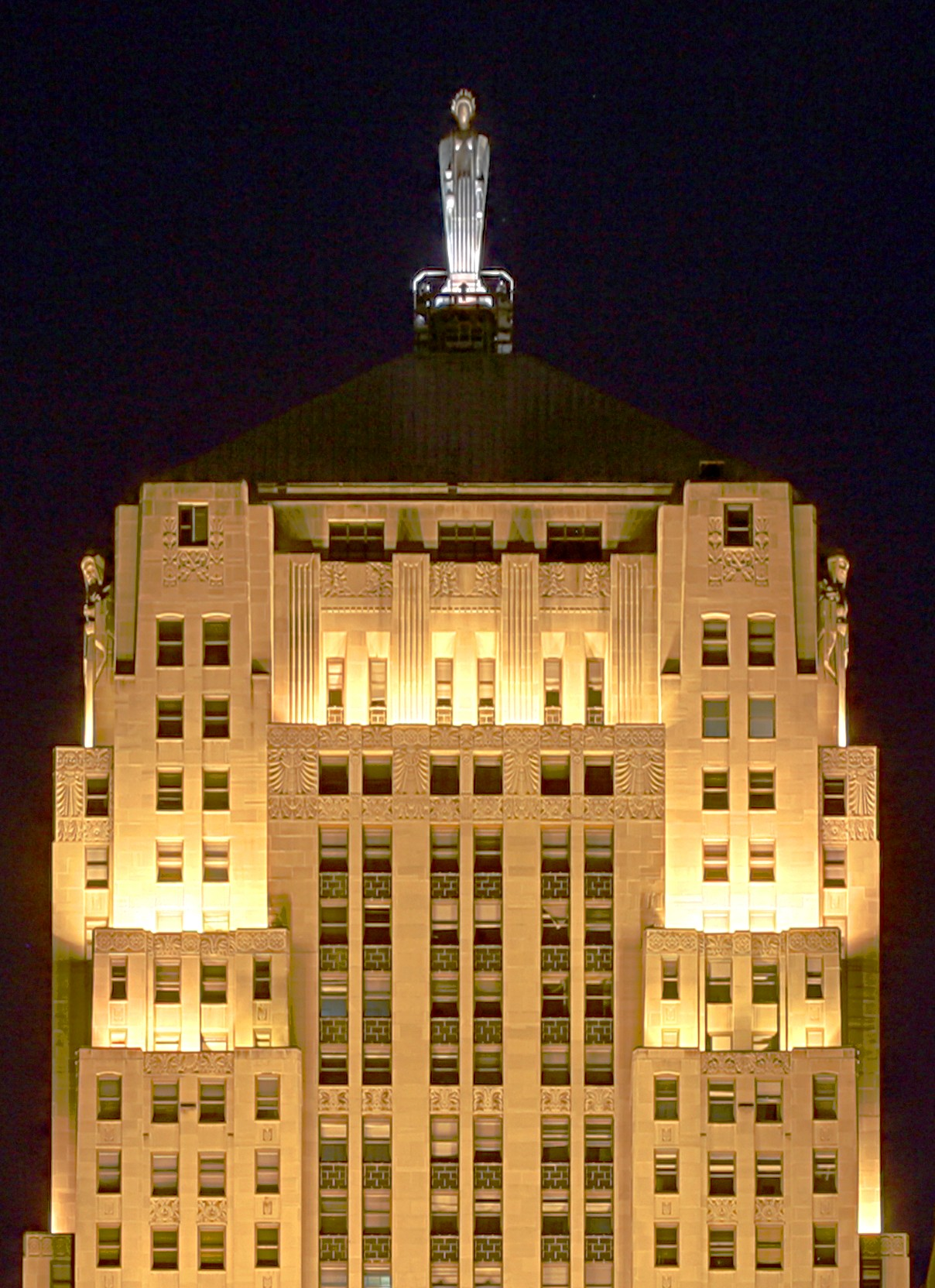
منظر ليلي لقمة مبنى مجلس شيكاغو حيث يظهر تمثال سيريس بوضوح

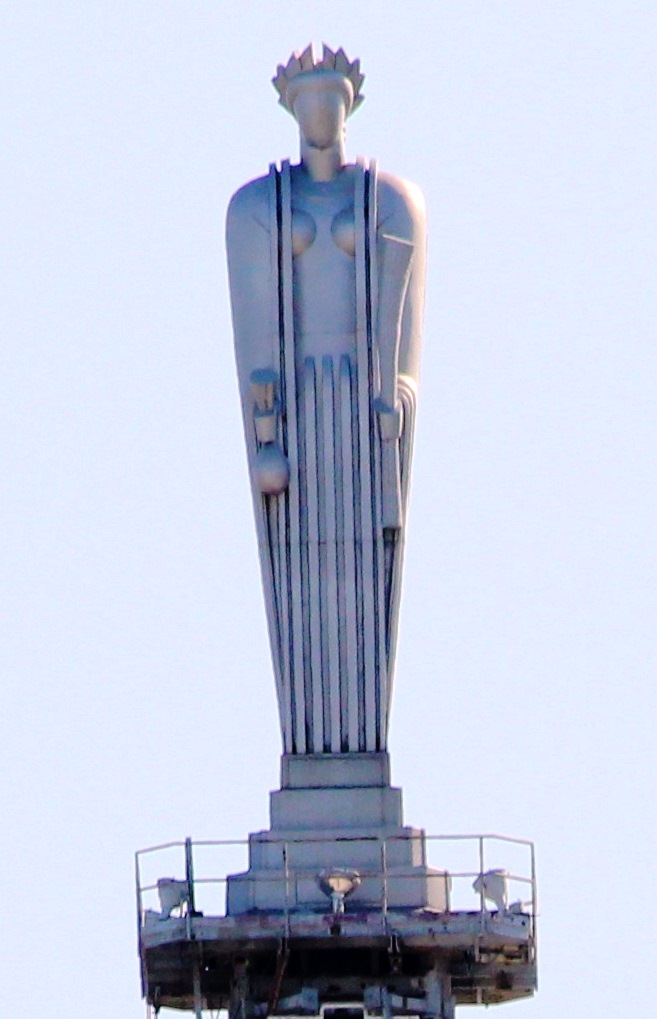
تمثال سيريس

في عام 1925، فوض مجلس شيكاغو للتجارة شركة هولابرد وروت للهندسة المعمارية كي تقوم بتصميم المبنى الحالي للبورصة. وشيد المقاولين العامين هيجمان وهاريس المبنى بمبلغ قدره 11.3 مليون دولارًا، على الرغم من أن قيمة التمويل العقارى لمدة عشرين عامًا كانت 12 مليون دولارًا (حيث أن مبلغ 12 مليون دولارًا في عام 1925م يوازن مبلغ 160 مليون دولار اليوم.) وكان هناك تصفيح يعلو طبقة من حجر إنديانا الجيري بلونه الرمادي، وكان هذا السقف مثبتًا على ارتفاع 174قدم (53مترًا) من ناحية الشرق- ويقع غرب المبنى الذي أسسه جاكسون بوليفارد حيث يرتفع 240قدم (73مترًا) من ناحية الشمال- وعلى شارع لاسال ستريت من ناحية الجنوب. وشُيد مبنى المجلس على طراز آرت ديكو في 9 يوليو عام 1930م حيث يبلغ ارتفاعه 605قدم (184متر). ويُنظر إلى هذا المبنى على أنه حد غربي لناطحات السحاب التي تكتسح شارع لاسال ستريت. ويُعد أيضًا أطول ناطحة سحاب من بين الهياكل المتعددة المحيطة بناطحات السحاب الضخمة في هذا الشارع. ويقع مكتب المجلس في الدور الرابع وذلك منذ أن تم الانتهاء من تشييد هذا المبنى عام1930م. وبذلك أهدى مساحة شاسعة تبلغ 19 ألف قدم مربع (1800متر مربع) لأكبر طابق تجاري في العالم.
وأدى تشييد المبنى على هيكل معدني صلب إلى إمكانية تشيد المبنى عموديًا بأكمله؛ ولكن بالنظر إلى نمط بناء ناطحات السحاب في هذا العصر، كانت الأجزاء الخارجية للمبنى مُصَممة بعدد من الارتدادات الجدارية والارتفاعات الشاهقة التي تسمح بنفاذ ضوء شديد إلى الوديان الصلبة شديدة العمق في الأوساط الحضارية. وعندما يحل الليل، تتخلل الأنوار هذه الارتدادات الجدارية عن طريق المصابيح الكشافة، فبذلك تبرز وتظهر الطراز العمودى للمبنى. وكان منظر أضواء المبنى في الليل مُصممًا على طراز معماري شائع ومعاصر، حيث كان هذا الطراز مطبقًا أيضًا في مبنى ناطحة سحاب ريجلي، والصاغة، وبالموليف، ووكر-لاسال وبرج تريبون. ولقد تخللت المبنى من الداخل بعض الديكورات من بينها أسطح مصقولة من الرخام الأسود والأبيض، كما كان هناك زخارف منقوشة على جدران رواق المبنى، ودهليزًا واسعًا يتكون من ثلاثة طوابق، فكان الدهليز في ذلك الوقت بمثابة منزًلا لأكبر مصباح في العالم. وعلى الرغم من أن هناك مباني أكثر من خمسة طوابق في مبنى شارع لاسال وحده سابقا، كان مبنى مجلس شيكاغو أول مبنى يقع في المقام الثاني بعد معبد شيكاغو يتعدى ارتفاعه أكثر من 600قدم (180متر) حتى اكتمل تشييد مبنى دالي سنتر عام 1965م. ولشهرة مبنى المجلس بعمله الرائع في تشييد جسر بروكلين المعلق، قام مصنع أسرة جون A.Roebling العاملة بالعمل على إعداد جميع أسلاك الهاتف والتلغراف المستخدمة في إدارة 23 مصعدًا من مصاعد أوتيس في المبنى تحت الطابق الأساسي للتجارة الذي يقع على عمق يبلغ 2.700 ميل (4.300كم)، وذلك لأن هذه الأسلاك كانت مستترة من قبل. ولم يقل العمق الذي توضع فيه هذه الأسلاك عن 150.000 ميل (240.000كم)،(فهو يعد أكبر عمقًا مباشرًا للأسلاك التي تبعد عن أي مبنى آخر) والتي تنتشر في الغرفة كما يجعلها تأخذ الحيز الكافي في هذه الغرفة. وعلى الرغم من أن هذا المبنى الشاهق كان مُشيدًا لمجلس شيكاغو للتجارة، كانت شركة الشوفان كويكر الغذائية أول مستأجر انتقل إلى هذا المبنى في مايو 1930م.

### العمل الفني
وانتشرت أعمال النحت التي قام بها ألفين ماير-الذي عمل رئيسًا لقسم المنحوتات لفترة واحدة في شركة هولبرت وروت- في واجهة المبنى الأمامية، كما عكست هذه الأعمال صورة الأنشطة التجارية لهذا المبنى. فكان يوجد العديد من التماثيل المُقَنعة على كل جانب من الساعة المواجهة للاسال ستريت التي يبلغ قطرها 13قدمًا (4أمتار)، فكان هناك تمثالًا مقَنعًا لفلاح مصري يحمل حزمة من الغلة، كما يوجد تمثال لفلاح أمريكي الأصل يحمل حزمة من الذرة. وتكرر نحت التماثيل المتشابهة في الأركان العليا للبرج المركزي، ولاسيما تحت السقف المائل له. وفوق مستوى الشارع بحوالي 30قدمًا (9.1مترًا)، ولقد كست تماثيل الثيران المنحوتة من الأحجار الجيرية حوائط الجانب الشمالي للمبنى كما غطت بعض حوائط الجانب الشرقي له، وكانت هذه التماثيل ترمز إلى سوق الثور.
وتوج تمثال سيريس المصنوع من الألمونيوم على يد جون H.storres الهيكل المحوري للمبنى، وهذا التمثال يُعد إله محصول القمح عند الرومان، وكان هذا التمثال يبلغ طوله 31قدمًا (9.4متر)، كما تكلفت صناعته 6500 جنيه. وكان هذا التمثال يحمل حزمة من القمح في يده اليسرى وحزمة من الذرة في يده اليمنى، كإشارة إلى إرث البورصة باعتبارها سوق عالمية للسلع الأساسية. وصُنع هذا التمثال من أربعين قطعة من الألمونيوم.
لقد وُضِع هذا التمثال في المبنى عام 1930م، ولكنه أُزيل من غرفة التجارة الزراعية منذ عام 1973م حتى عام 1982م. ثم أعادت لوحة جون W. Norton الجدارية المُقَسمة إلى ثلاثة أجزاء إشراق التمثال مرة أخرى، حيث رُسمت هذه اللوحة على يد لويس بومرانتز، وكانت تحمل تمثال سيريس وهو يقف عاري الصدر في حقل قمح يقع في قرية سبنرج جروف في ولاية الينوي، وذلك قبل تثبيت هذا التمثال في أتريوم المبنى في الثمانينيات.

### قاعة التداول

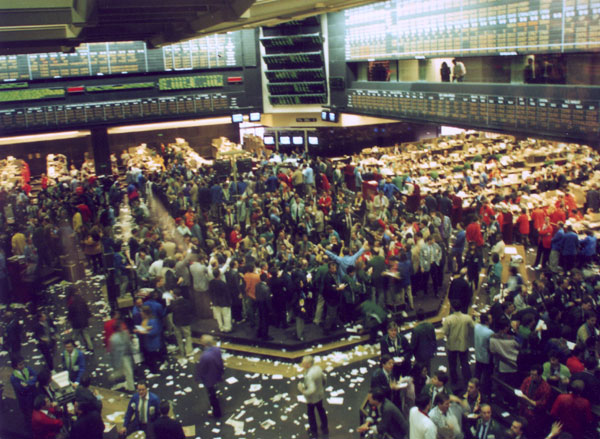
قاعة التداول بمبنى مجلس شيكاغو

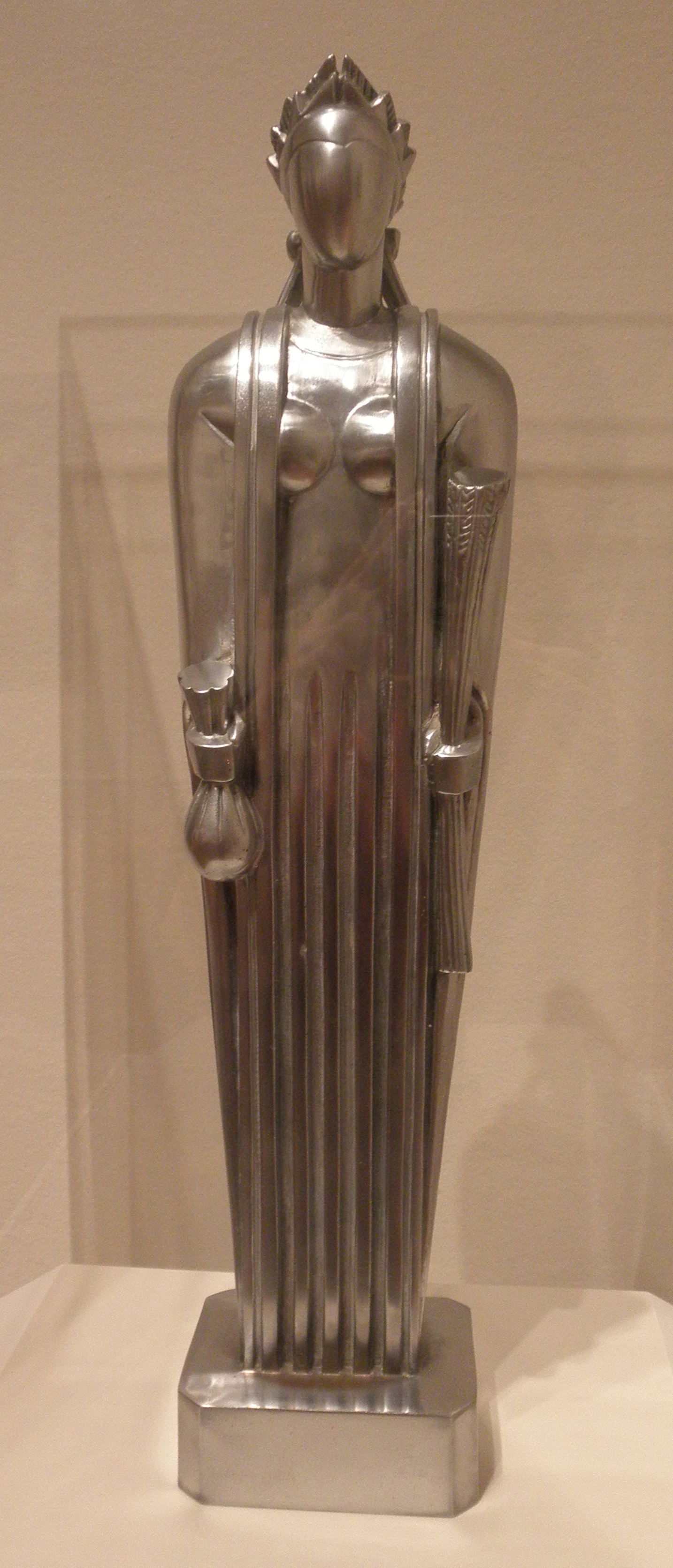
نموذج مصغر لتمثال سيريس الذي صممه جون ستورز في معرض معهد الفن بشيكاغو. هذه الصورة نسخة من التمثال الذي يبلغ طوله 9.6 متر ويوجد على قمه مبنى البورصة.

وطبقًا لما ورد في عدد مجلة تايم الأسبوعية في يوم 16 يونيو عام 1930م، وقف زائروا المبنى يحملون سنابل القمح الناضجة وكانوا ينظرون بفضول شديد إلى غرفة التداول التي تقع فوق دهليز المبنى مباشرًة وخلف النوافذ الواقعة تحت الساعة التي تواجه شارع لاسال. وقدمت مجلة تايم تقريرها بشأن السلع التي كانت تُباع في وسط الغرفة، فكانت هذه السلع تُباع في طوابق منظمة ومسماة على حسب السلعة، مثل طابق الذرة، أو فول الصويا، أو القمح. كما رُفعت طوابق الأفراد في أدوار مُصممة على ثمانٍ من الزوايا حيث توجد مزادات الصياح المفتوحة. ويعطي ارتفاع كل طابق مُثَمن جو المسرح الروماني، كما يساعد العديد من المتداولين أن يروا بعضهم بعضًا ويتواصلوا مع بعضهم في غضون ساعات تداول السلع. وتناولت الأعداد الأولى لمجلة تايم التي يعود تاريخها إلى 1870م هذا النوع من طوابق التداول الذي ظهر عام 1878م
وتحاط منصة تداول السلع بالمكاتب حيث تسمح للعمال بتدعيم المعاملات التجارية أو الصفقات. ففي أيامها الأولى، كانت هذه المكاتب تُستخدم كموقع للتناوب بين طوابق التدوال والمتداولين الراغبين في الشراء والبيع. وعندما بدأ نقل متطلبات تدوال السلع واستعلاماته عبر التلغراف، وُظف عمال شفرة مورس. ثم استُبدلوا بعد ذلك بمشغلي الهواتف. وفي أواخر القرن العشرين، وُضعت لوحات العرض الكهربائية على الجدران في قاعة التداول، كما أدى ظهور التداول الإلكتروني إلى وضع أجهزة الحاسب الآلي المكتبية.
وعلاوة على ذلك، قامت العديد من الإضافات المتتالية التي اكتسحت مبنى المجلس بنقل طوابق التدولات الزراعية والتجارية من غرفة التدوال الأصلية إلى أماكن جديدة فضًلا عن مؤخرة المبنى، وكان ذلك في فترة الثمانينيات.
وفي عام 2004م، كان طابق التداول الذي يرجع تاريخه إلى عام 1930م قد تغير ولم يُستخدم لأكثر من عامين؛ لأنه قد هُدم وامتلأت أرضياته بالخرسانة. ثم رُمم بعد ذلك على طراز حديث وُيؤجر الآن لشركات التدول المملوكة للقطاع الخاص.

### التوسع والامتداد

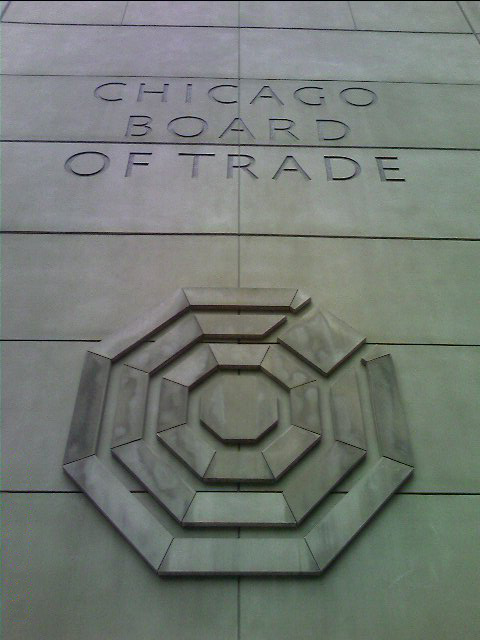
شعار مبنى مجلس شيكاغو للتجارة

وفي عام 1980م، قام أصحاب مبنى المجلس بتشييد طابقًا ملحقًا بلغ توسعه 275قدم (84مترًا) في الجهة الجنوبية للمبنى. وتوجت المبنى زخارف مثمنة الأضلاع فكان شكلها يشبه الزخارف المنقوشة في طابق التجارة المُدَرج، كما صمم هذا الطابق هيلموت يان على طراز عمارة ما بعد الحداثة، بالإضافة إلى أنه مطلي باللونين الأسود والفضي، كما يوجد أتريوم مشمس في الدور 12 الذي يواجه الحائط الجنوبي للمبنى الأسبق، ويزوِد هذا الطابق الإضافي طابق التداولات الزراعية بأربعة طوابق من الجرانيت على شكل خطوط، لذلك يُعد أكبر طابقًا عرفه العالم حيث أنه مُشيد على مساحة تبلغ 32ألف قدم مربع (2.970متر مربع). وفي الوقت الذي توقفت فيه بورصة سيدني وأسواق التجارة الأخرى عن إقامة مزادات الصياح، قام ريتشارد دالي، عمدة شيكاغو السابق بإطلاق احتفالات تشييد المبنى يوم 17 يناير عام 1995م، وذلك من أجل الاحتفال بالتوسع والامتداد عن طريق تشييد طابقًا خامسًا في الجهة الشرقية للمبنى حيث صمم هذا الطابق كل من المهندسين المعماريين فوجيكاوا، وجونسون والعديد من المهندسين الإنشائيينTT-CBM. وعندما افتُتح الطابق عام 1997م، تم إنفاق 175 مليون دولار لإضافة مساحة تجارية تبلغ 60 قدمًا مكعبًا (5.570متر مربع)إلى المبنى، حيث اعتُبر المبنى مرة ثانية مقر أكبر طابقًا تجاريًا في العالم. ولُقب هذا الطابق ب «المشتل» فكان هذا اللقب يشير إلى مدعم هذا الامتداد وهو باتريك أربور، رئيس مجلس إدارة مجلس شيكاغو. وحوى امتداد هذا الطابق الملحق لوحات الأسعار التي بلغت طولها 600قدم (183متر)، كما يُزود ب 12 جهاز كمبيوتر، و6000 جهاز صوت، و2000 جهاز فيديو يتطلب كل منه أن يتصل بأسلاك تمتد27ألف ميل (43.500كم). وتُطَوق طوابق المبنى جميعها بمساحة تقرب من115.150قدم مربع (10.700مترمربع). ويحتل شعار مبنى مجلس شيكاغو وحده طابقًا تجاريًا، كما يأخذ مكانة بارزة من خلال تصميمه بالحجارة مواجهًا كلارك ستريت، ويقع أيضًا على حدود مستوى شارع يطل على مدخل خدمات فان بيورين ستريت. ويحوي الطابق الملحق أتريوم مكون من 12 دورًا، كما يُزود بالتصميمات التاريخية القديمة والمعاصرة ذات صلة بآرت ديكو مثل الارتدادت الجدارية، والبرج المركزي، والأجنحة البارزة المتناظرة، والسقف الهرمي، وتصميمات الزينة المموجة. وسابقًا، كان هناك ممر للمشاة بين المباني القديمة والحديثة على امتداد الشارع حيث يربط الساحة العامة للاسال ستريت بفان بيورين ستريت فيما يمكن أن يكون الطابق الأول للمبنى. وعند عبور ممرات فان بيورين المرتفعة، هناك جسر من الصلب هيكله أخضر زجاجي، وهذا الجسر يربط الركن الجنوبي الغربي الأسفل للطابق 23 بمجلس شيكاغو لتداول السلع (رغم أن هذا الجسر كان مشيدًا من أجل المشاة فقط عقب أحداث 11 سبتمبر 2001 لدواعي أمنية)

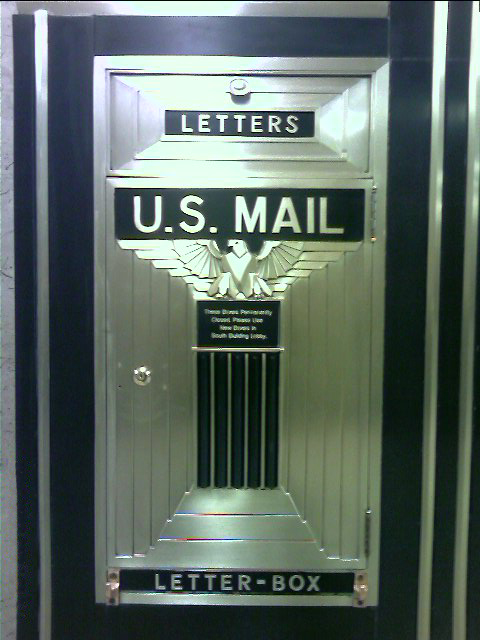
رواق صندوق البريد بمجلس شيكاغو للتجارة

### التجديدات
وفي عام 2005م، تخطت تكاليف تجديد المبنى أكثر من 20 مليون دولارًا، حيث قام بذلك المهندس جاني هاربو الذي شملت تجديداته سلسلة من المعالم الشاهقة مثل ناطحة روكري، وناطحة ريلانيس. وحوي مشروع التجديد ترميم الدهليز الرئيس للمبنى من أجل التأكيد على انتمائه لصبغة آرت ديكو، كما تضمن تجديد المصاعد، وترميم واجهة المبنى وتنظيفها، بالإضافة إلى الترميم المستمر لدهاليز الطوابق العليا ومداخلها. وعلى الرغم من أن مساحتها صغيرة للاستخدام، جُددت صناديق البريد في الرواق وإعادتها لأصلها كي تتماشى مع نمط الخطوط العمودية التي توجد في أنحاء المجمع كافة. وعلاوة على ذلك، جُددت البنية الأساسية الكهربية للمبنى حيث أصبحت تستمد طاقتها من سبع محطات كهرباء ثانوية متعددة من محطات إديسون كومون ويلز، بالإضافة إلى تحديث أنظمة التبريد وتطوير إمكانات الاتصال.
وعندما انهار مبنى المجلس عام 1929م، نُقلت تماثيل رمادية اللون مصنوعة من جرانيت تزن 9 طن أمريكي(4 طن بريطاني؛ 4.1 طن)ويبلغ عرضها 12 قدمًا وطولها3.7متر، وهذه التماثيل تعبر عن الشكل الكلاسيكي للآلهة (المصورة أعلاه)، ونُقلت التماثيل من حافة الطابق الثاني فوق المدخل الرئيس للمبنى إلى حدائق رجل أعمال يُدعى آرثر كوتن Arthur W. Cutten، كان يعمل في تجارة القمح والقطن إلى أن أعلن إفلاسه خلال فترة الكساد الكبير، وتبلغ مساحة هذه الحدائق 500 فدان (2كم مربع). ويرمز أحد التماثيل إلى إله الزراعة حيث تقف حاملة القمح، كما تستند على قرن الخصب. في حين أن التماثيل الأخرى ترمز إلى إله الصناعة حيث تقف على مقدمة سفينة وسندان.
ووُجدت هذه التماثيل عام 1978م على أرض تم الحصول عليها من الأراضي المملوكة لآرثر كوتن Arthur W. Cutten بالقرب من قرية غلين إلن في ولاية إلينوي بجانب الوكالة الحكومية لحماية الغابات التي تقع في مقاطعة دوبك. وبعد عرض هذه التماثيل عدة سنوات في مواقف سيارات محمية غابات داندا، أُعيد نقل التمثالين إلى ساحة مشاة مبنى المجلس، حيث تم ترميمها في 19 يونيو 2005م.

## التاريخ الوسيط

### المناطق المحيطة

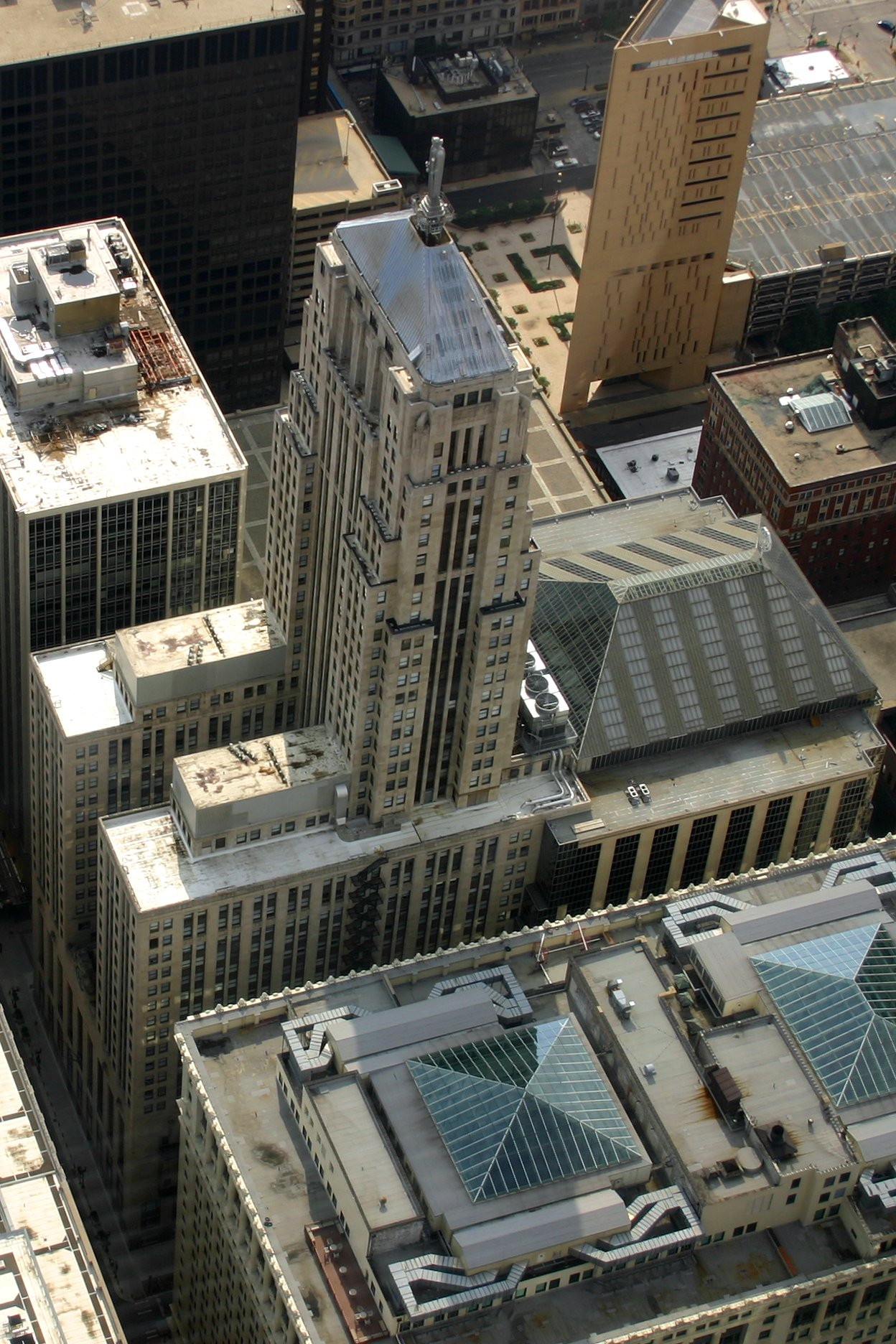
مجلس شيكاغو للتجارة عند النظر إليه من برج ويليس

يضم لاسال ستريت المسمى بالأخدود مباني تاريخية أخرى، بما في ذلك ناطحة روكري أو ناطحة الغربان، وهي برج شاهق وأقدم المعالم التاريخية الوطنية. وشملت التجديدات التي أُجريت في عام1907م دهليزًا حيث أعاد قولبته فرانك لويد رايت على نمط مدرسة برايري. واسم روكري مستمَد من اسم المبنى السابق للعقار الذي أصبح موطنًا للعديد من الطيور وخاصًة الحمام. وكان مبنى ريلاينس المجاور أول ناطحة سحاب تَصمم بها شبابيك مصنوعة من ألواح زجاجية كبيرة تستحوذ على أغلب المساحة السطحية، كما كانت ناطحة وان نورث لاسال واحدًة من أطول مباني شيكاغو لفترة من الزمان. وكلتا الناطحتين مدرجتين في السجل القومي للمعالم التاريخية. واشتركت حكومتي شيكاغو ومقاطعة كوك منذ عام 1853م في ثلاثة مباٍن مختلفة تقع على الطرف الشمالي للأخدود. كما صُمم مجلس مدينة شيكاغو الحالي الذي بُني على نمط العمارة الكلاسيكية الجديدة ليرمز إلى سلطة، وجلالة، وقوة الحكومة. واكتمل تشييد هذا المبنى عام 2001م، كما حاز لاسال ستريت على جائزة حيث احتوي على سقف أخضر. وصُنفت هذه المباني على أنها سجل معالم شيكاغو السياحية.
وجدير بالذكر، إن بنك القارات الوطني التجاري يقع بين كثير من المباني المجاورة الأخرى وهو يُعرف الآن ب 208 ساوث لاسال، وحطم هذا البنك أرقام قياسية في عام 1911م باعتباره أكبر مؤسسة تنمية في المدينة تعاظمت تكاليفها؛ حيث تخطت أكثر من عشرة ملايين دولار. وعلاوة على ذلك، هُدم مبنى راند ماكنالي الذي كان بمثابة المقر الرئيس للمعرض الكولومبي العالمي وذلك من أجل توسيع الهيكل. ومن ناحية أخرى، بُني البنك الاحتياطي الفيدرالي في شيكاغو، وهو يقع في 230 ساوث لاسال على النمط اليوناني الروماني كما احتوي على أكبر قباب في العالم، بالإضافة إلى نظام من نظم الاتصالات السلكية الواسعة. وشهد كل من مبنى البنك الاحتياطي الفيدرالي ومبنى 208ساوث على شهرة العمارة الكلاسيكية الحديثة خلال أواخر القرن التاسع عشر وأوائل القرن العشرين، وكان الهدف من تصميمها على هذا النمط هو توليد الإحساس بالأمن المالي.
وعلى بُعد ميل واحد (1.6كم) غرب بحيرة ميشيغان وعند الركن الجنوبي الغربي من سلسلة المباني، يقترب مبنى المجلس من محطتين مرتفعتين من محطات النقل السريع بشيكاغو. وتقع محطة كوينسي بمثابة عمارة حاجزة للغرب ومحطة لاسال/فان بيورين حيث تقع بين مجلس شيكاغو التجاري وبورصتها. وعلاوة على ذلك، تُمد خدمة الخط الأزرق للنقل السريع في محطتي مترو جاكسون، ولاسال حيث يفصل بينهما عمارتين. وتُنصب محطة الاتحاد للسكة الحديد على خمسة عمارات حيث تقف كحاجز للركن الغربي من شارع جاكسون بوليفارد، كما تُزود بمحطة سكة حديد تابعة لشركة أمتراك، بالإضافة إلى أنها تتيح الخدمة لمترا. وتُزود أيضًا خدمة إضافية لمترا في محطة لاسال ستريت التي تقوم على عمارتين في الجنوب.

### التاريخ الحديث
في سبتمبر 2011م، أصبح تقاطع لاسال وبوليفارد ستريتس أمام المبنى مقرًا رئيسًا لحركة الاحتجاج السلمية التي هيمنت على شيكاغو. وفي إبريل 2013م، قامت بورصة العقود الآجلة ببيع الأبراج الشمالية والجنوبية للمبنى التي تقع في 141 شارع جاكسون بوليفارد. وبدأت منافسة (مزاد) بين كل من عقارات جلنستارLLC وعقارات USAA المشتركة بمبلغ وقدره 151.5 مليون دولار. وستسترد برصة العقود الآجلة ملكية المبنى الشرقي الأصغر في 333 شارع لاسال. لذلك قامت بالتوقيع على عقد إيجار مساحة تبلغ 150.000 قدم مربع لمدة 15 عامًا، وتشمل هذه المساحة البرجين.

### المستأجرون
تحتكر بورصة العقود الآجلة 33% من مساحة مجهزة بالمبنى، في حين أن الأركان المالية والتجارية تحتكر54% من مجمع الثلاثة مباني. علاوة على ذلك، تقوم أعمال تجارية أخرى بتوفير الخدمات المصرفية، والخدمات التأمينية، وخدمات السفر، وخدمات التجميل، وخدمات الرعاية الصحية لمطعم سيريس بالطابق الأول للرواق. وتتأصل بعض الأعمال التجارية بالمبنى منذ أكثر من أربعين عامًا، وعلى مدار التاريخ، استأجر العديد من مضاربي السلع مثل «أمير المنافسة» ريتشارد دينيس مكاتبًا في المبنى. وفي عام 2007م، قامت بورصة العقود الآجلة بالولايات المتحدة، وهي منافس كان يعرف سابقًا بيوركس يو إس إيه بإعلان انتقالها من برج سيرز إلى الطابق الرابع عشر لمبنى المجلس.

### الزائرون
كان مبنى المجلس موقعًا للعديد من زيارات الشخصيات المرموقة، بما فيهم الأمير تشارلز في أكتوبر 1977م. وفي عام 1991م، قام جورج بوش الأب، رئيس الولايات المتحدة بزيارة البورصة حيث ألقى خطابًا في طابق فول الصويا مؤكدًا أهمية الزراعة لاقتصاد الولايات المتحدة. وتلي ذلك زيارة أخرى؛ حيث قام رئيس الاتحاد السوفيتي السابق، ميخائيل غورباتشوف بزيارة المجلس في 7 مايو 1992. وفي عام 2006م، قام رئيس الولايات المتحدة السابق جيمي كارتر وزوجته روزالين بجولة في مبنى المجلس حيث كانا يعلنان عن حملة انتخابية لإبنهما جاك الذي ترشح من ولاية نيفادا لانتخابات مجلس الشيوخ الأمريكي. وأثناء وجود الحزب الوطني الديمقراطي 1996م، استُضيف نائب رئيس الولايات المتحدة آل جور في حجرة استقبال الحملة الانتخابية الديمقراطية لمجلس الشيوخ بالمجلس. وعندما تجول رئيس الولايات المتحدة جورج دبليو بوش في طابق التجارة الزراعية في 6 يناير 2006م، رحب به أصحاب طابق الذرة ترحيبًا شديدًا حيث أشاروا بأصابعهم إلى شعار منزله بولاية تكساس. وتجهز العديد من المجموعات ذات المصالح مثل مؤسسة شيكاغو الزراعية جولات مقررة ومرتبة كي لاستعراض الهندسة المعمارية للمبنى وحصصه المنتقاة من العمليات التجارية.

### معرض الصور

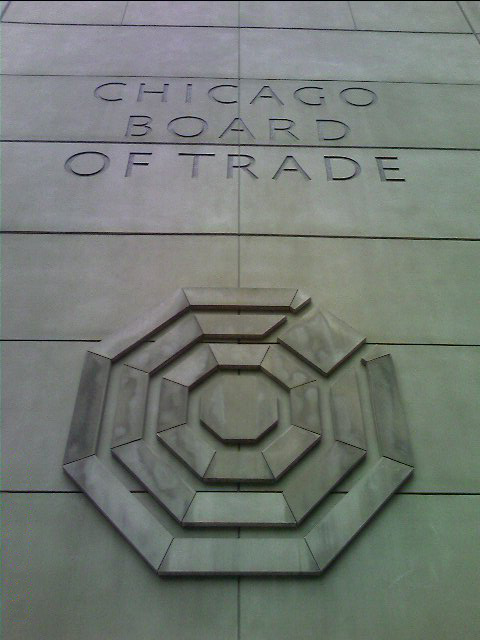
شعار مجلس شيكاغو للتجارة
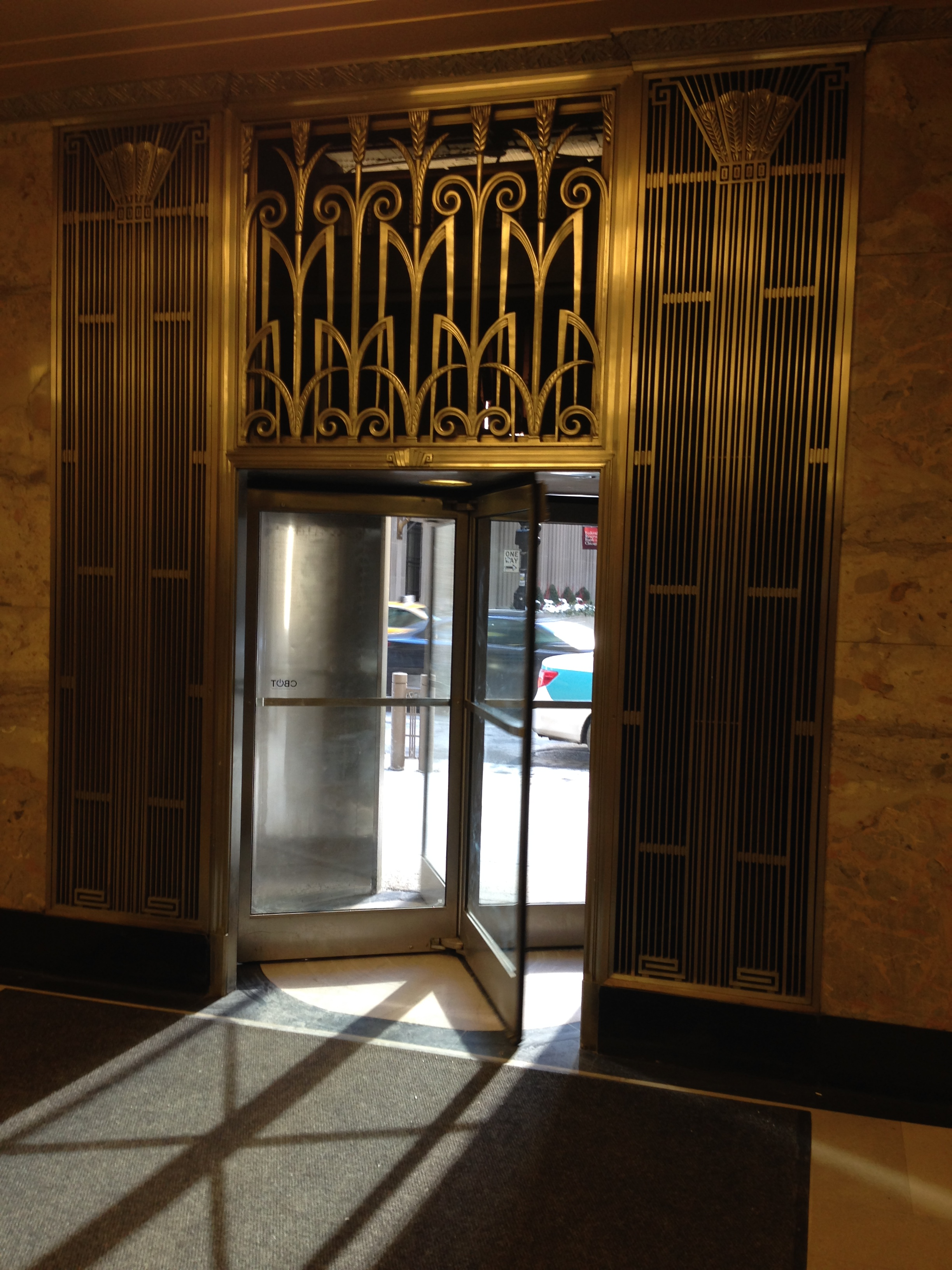
أبواب مدخل الرواق
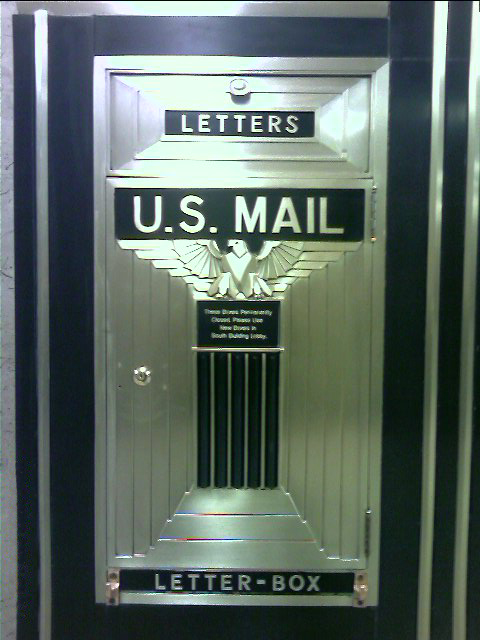
صندوق بريد الرواق في مبنى مجلس شيكاغو للتجارة
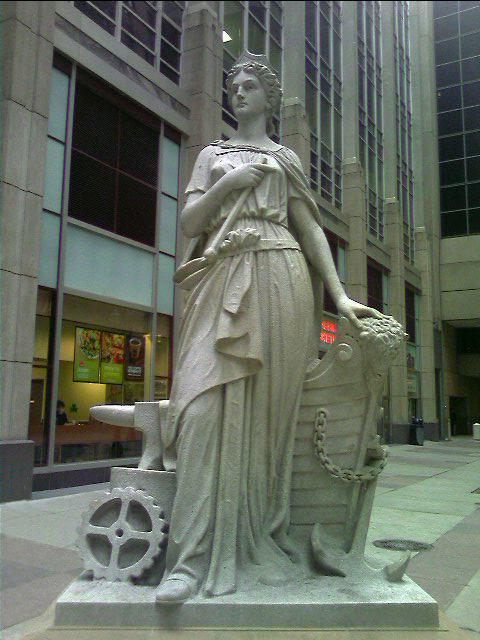
صناعة
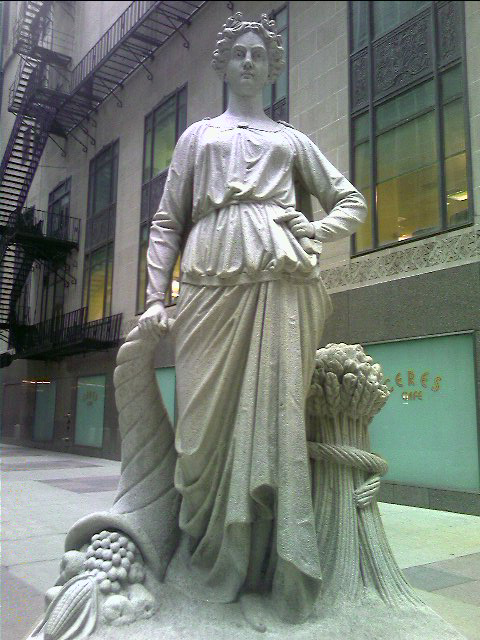
زراعة
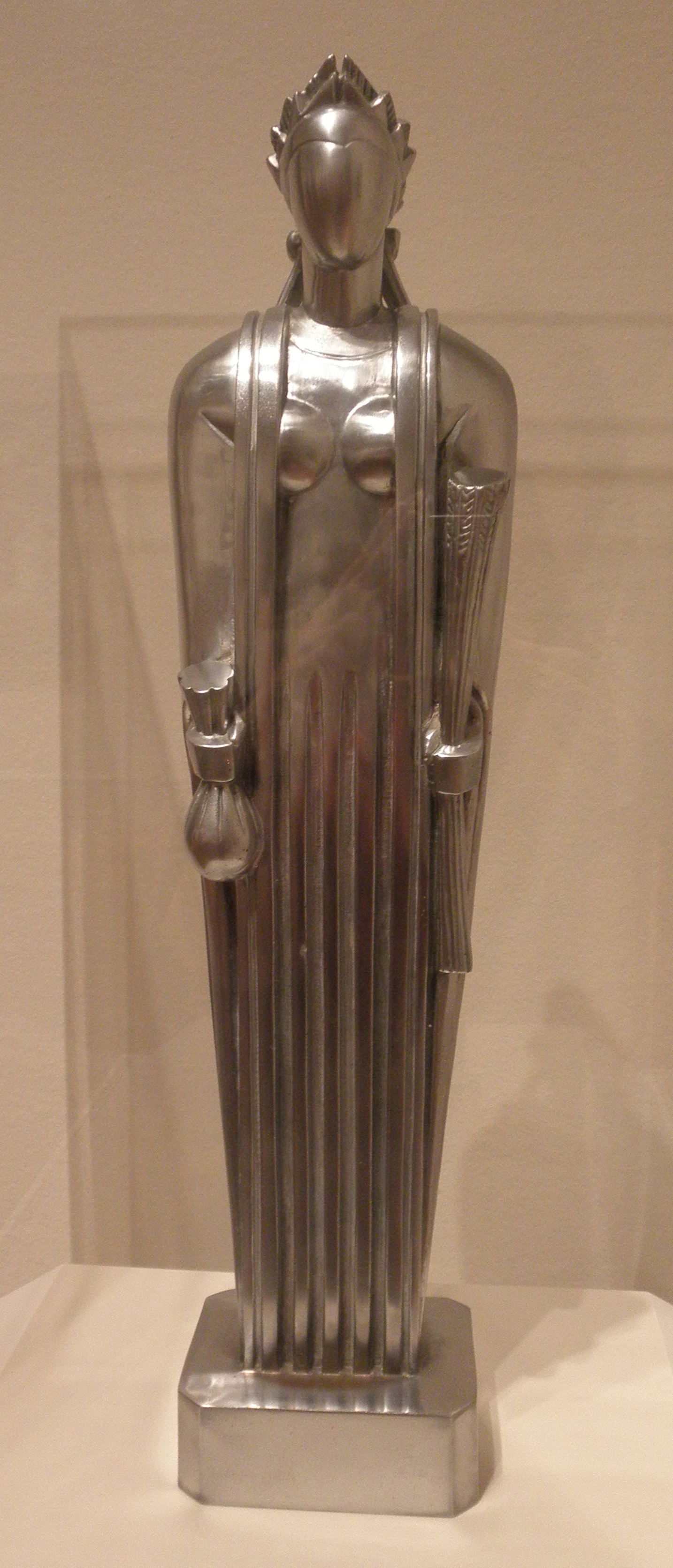
نموذج مصغر لتمثال سيريس صممه جون ستورز في معرض معهد الفن بشيكاغو

## الجوائز والتكريم
1985: حاز الطابق 23 الإضافي على جائزة أفضل مبنى من جمعية المهندسين الإنشائيين في إلينوي.
2006: مُنح المبنى جائزة مجلس صناعات المباني والعقارات السنوية بولاية إلينوي وذلك لمجهودات الحماية والصيانة.
2006: قدمت جمعية مديري وأصحاب المبنى بشيكاغو الجائزة السنوية لمبنى المجلس مع مبنى المكاتب حيث كرمت الجودة العالية للمساحة المكتبية وبراعة إدارة المبنى.

## الثقافة الشعبية

### الأدب

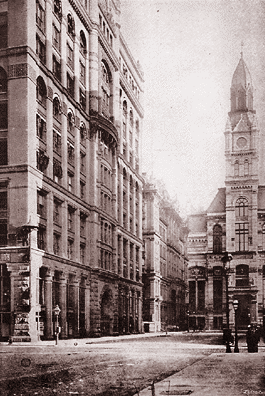
منحدر شارع لاسال عام 1891م: مجلس شيكاغو قديمًا(يمينًا) ومعلم روكري(يسارًا)

احتل مبنى 1885م وطوابق التجارة مكانة بارزة في رواية الحفرة، الرواية الثانية التي كتبها فرانك نوريس في ثلاثية القمح. وتدرج تفاصيل الحياة بطابق التجارة لمبنى المجلس في كتاب الخيال العلمي امتداد الساق لكاري لين (2004).

### السينما والتليفزيون
عُرضت العديد من العمليات التجارية كمشاهد في الأفلام مثل يوم عطلة لفيريس بيولار. كما عرضت أيضًا مساحات الشوارع التابعة لمنحدر شارع لاسال الكبير في كل من الممنوع لمسهم، وطريق إلى الهلاك، والمتحولون: الجانب المظلم للقمر. وفي عام 2005م، عُرض فيلم بداية باتمان حيث كان مبنى المجلس بمثابة مقر رئيس لشركة وين الخيالية، ولكن في تتمة عام 2008م، كان مبنى ريتشارد دالي سنتر مقرًا لشركة وين وذلك في فيلم فارس الظلام. وظهر المبنى نفسه في فيلم فارس الظلام.
وفي الوقت الذي كان المبنى يحتوي على العديد من الاستديوهات، قامت محطة WCIU التليفزيونية بإذاعة برنامج مراقب البورصة، وهو نشرة إخبارية مباشرة تعرض الأعمال التجارية لمدة سبع ساعات يوميًا، كما تُسرد في موسوعة غينيس للأرقام القياسية في العرض التليفزيوني آخر الليل. وعلاوة على ذلك، أذاعت المحطة برنامج العمل الأول وأخبار مجلس شيطاغو. وبدأت الشخصية الإذاعية السابقة لمحطة صوت الأمة، دون كورنيليوس عرض الرقص الشعبي قطار الروح عام 1970م في ستوديو ضيق يقع في الطابق 43 لمبنى المجلس. وعندما نقل كورنيليوس العرض من شيكاغو إلى لوس أنجلوس بعد عام واحد، تولى مساعده كلينتون غنت العرض المحلي حتى انتهى عام 1976م. وقبل أن تُقدم عروض قطار الروح التصويرية بالمبنى، كانت تقدم عروض رقص الأطفال من مختلف الأعمار حيث كانت تهدف إلى سوق عمل الأطفال ما قبل المراهقة التي ظهرت لأول مرة عام 1965م، بالإضافة إلى عروض ريد هوت آند بلوز، وهي عروض رقص الأطفال في سن المراهقة كان يشرف عليها دي جي بيل هيل الكبير، وهذه العروض ظهرت لأول مرة عام 1967.
وفي الآونة الأخيرة، صورت أجزاء مبنى المجلس الداخلية والخارجية مجهودات ومساعي جريدة ديلي بلانت في إعادة تشغيل فيلم سوبر مان، أو رجل من حديد في جدول أفلام 2013م.

### الفنون التصويرية
على الرغم من أن برج المبنى تخللته رسومات لخرائط راند باكنالي منذ عام 1893م، عُرضت المطبوعات الحجرية بعدئذ في 141 لاسال ستريت على سقف أحمر لا يقف على برج. وتكثر الصور التذكارية للمبنى الحالي مع البطاقات البريدية التي تصور المشاهد البانورامية من لاسال ستريت، والساعة، والأسطح العالية المضيئة التي ظهرت عبر عقود من الزمان. وعند النظر من متحف كامبس، نجد الطوابق الوسطى لبرج ويليس الشاهق تحيط قمة المبنى في خلفية رائعة. من ثَم، قام الفنان التشكيلي المعروف أندرياس غورسكي باستخدام هذا الموقع لعرض الصور الزيتية الساكنة في مبنى مجلس شيكاغو عام 1997م، ومبنى مجلس شيكاغو عام 1999م. وقام توماس ستريث برسم صورة فوتوغرافيا أخرى على الأجزاء الخارجية لسلسلة متاحف، وهذه الصورة توجد بين مجموعة صور في متحف المتروبوليتان للفنون بمدينة يورك. وعلاوة على ذلك، استنسخ ليزي راجان لوحات أخرى لمحطة نيويورك المركزية؛ حيث رسم لوحة لقطارات برمائية تتجول وتتلوح في أفق محطة لاسال ستريت عند مبنى المجلس، ووُجد كل ذلك بشكل بارز في خلفية رائعة.
وعند 1211 شمال لاسال ستريت بالقرب من التجمعات المحلية لشيكاغو، استغل ريتشارد هاس، رسام اللوحات الجدارية فندقًا من 16 طابقًا بُني عام 1929م، كما تحول إلى عمارة سكنية عام 1981م. فصمم ريتشارد هاس بهذا الفندق لوحات ترمبلوي خادعة البصر تكريمًا لعمارة مدرسة شيكاغو. ويميز أحد جوانب مبنى الفندق مبنى مجلس شيكاغو بهدف انعكاس المبنى الحقيقي وكأنه يظهر على بعد 2 ميل (3كم) من الجنوب.

## وصلات خارجية
- الموقع الرسمي للمبنى من CBOT.com

| سبقه كنيسة سانت مايكل  | أطول مباني شيكاغو 1885-1895 | تبعه مبنى الماسونيك تيمبل |
| سبقه مبنى شيكاغو تيمبل | أطول مباني شيكاغو 1930-1965 | تبعه مركز ريتشارد ج. دالي |